# スタジオ・ハード
株式会社スタジオ・ハードは、日本の編集プロダクションである。

## 概要・沿革
映画ライターの高橋信之が1981年に有限会社スタジオ・ハードとして創設。マンガ、アニメ、特撮、ゲームなど今で言うオタク系の出版物の制作、デザインを行う編集プロダクションの先駆けとして、アニメ雑誌、アニメムック、ゲーム攻略本、ゲームブックなどを多数制作。最大時はスタッフ100名を抱えた。1995年に債務を株式化。
2001年に新規株式公開を図るも会社を乗っ取られ、2003年にスタジオ・ハードデラックスを設立。
スタジオ・ハードデラックスは後にデラックスに社名を変更、1978年〜2018年までに制作した権利のすべてをトランスメディアに、営業権を2018年に新設したスタジオハードに移譲。

## 主な出身者
- 高橋信之（現デラックス株式会社代表取締役）
- 山口宏（脚本家）
- 吉岡平（小説家）
- 伊吹秀明（小説家） - 大出光貴名義で在籍
- 樋口明雄（小説家）
- 上原尚子（小説家）
- 塩田信之（著作家）
- 飯野文彦（小説家）
- 滝沢一穂（脚本家、漫画原作）
- 草野直樹（スポーツライター）
- 富沢義彦（脚本家、漫画原作）
- 葉鳥ビスコ（漫画家）
- 見田竜介（漫画家）
- 町山智浩（映画評論家）
- 大門弘樹（クイズ作家。株式会社セブンデイズウォー代表取締役）
- 妖精帝國（音楽ユニット）
- フランク・デュボア（株式会社ホットトイズジャパン代表取締役）